# 貴州巡撫
貴州巡撫，全稱巡撫貴州兼督理湖北、川東等處地方提督軍務，為明朝中後期、清朝設立的一個巡撫職位。

## 沿革
- 正統四年，建制，轄區包括貴州全境。
- 正統六年，罷。
- 正統八年，恢復。
- 天順元年，罷。
- 成化元年，恢復。
- 成化八年，罷。
- 成化十一年，恢復。
- 正德二年，罷。
- 正德五年，恢復。
- 正德七年，四川巡撫所轄酉陽宣撫司、湖廣巡撫所轄常德府、辰州府、靖州歸屬。
- 嘉靖二十七年，上述幾個地區改歸湖廣貴州四川總督直轄。
- 嘉靖四十二年，湖廣貴州四川總督罷免，上述各地歸屬[1]。
- 隆慶三年，畢節衛別屬雲南巡撫。
- 萬曆二十七年，因設置偏沅巡撫，酉陽宣撫司、常德府、辰州府、靖州、鎮遠府、思州府、黎平府等別屬。
- 萬曆三十一年，偏沅巡撫廢，以上歸還。
- 天啓二年十月，恢復偏沅巡撫，上述別屬。次月，偏沅巡撫廢，上述歸還。
- 天啓四年，恢復偏沅巡撫，上述別屬。
- 天啓五年，石阡府別屬偏沅巡撫。
- 崇禎七年，偏沅巡撫廢，以上歸還。
- 崇禎十年，偏沅巡撫設置，以上別屬。

清朝贵州巡抚
- 赵廷臣（1658年—1659年）
- 卞三元（1659年—1661年）
- 罗绘锦（1661年—1667年）
- 佟凤彩（1667年—1671年）
- 曹申吉（1671年—1680年）
- 杨雍建（1679年—1684年）
- 慕天颜（1684年—1687年）
- 马世济（1687年—1688年）
- 田雯（1688年—1691年）
- 卫既齐（1691年—1692年）
- 阎兴邦（1692年—1698年）
- 王燕（1698年—1703年）
- 高起龙（1703年—1704年）
- 準（1704年—1705年）
- 陈诜（1705年—1708年）
- 刘荫枢（1708年—1717年）
- 黄国材（1717年—1719年）
- 金世扬（1719年—1723年）
- 毛文铨（1723年—1725年）
- 张谦（1725年）
- 何世璂（1725年—1727年）
- 祖秉圭（1727年）
- 沈廷正（1727年—1728年）
- 张广泗（1728年—1732年）
- 元展成（1732年—1735年）
- 张广泗（1735年—1747年）
- 孙绍武（1747年—1748年）
- 爱必达（1748年—1750年）
- 开泰（1750年—1753年）
- 定长（1753年—1757年）
- 周琬（1757年—1758年）
- 周人骥（1758年—1762年）
- 乔光烈（1762年—1763年）
- 崔应阶（1763年）
- 图尔炳阿（1763年—1764年）
- 方世儁（1764年—1767年）
- 汤聘（1767年）
- 鄂宝（1767年）
- 良卿（1767年—1769年）
- 钱度（1768年）
- 喀宁阿（1769年—1770年）
- 宫兆麟（1770年）
- 李湖（1770年—1772年）
- 图思德（1772年—1774年）
- 韦谦恒（1774年—1775年）
- 裴宗锡（1775年—1777年）
- 图思德（1777年—1779年）
- 舒常（1779年—1780年）
- 颜希深（1780年）
- 李本（1780年—1784年）
- 永保（1784年—1785年）
- 陈用敷（1785年）
- 李庆棻（1785年—1789年）
- 郭世勋（1789年）
- 陈步瀛（1789年）
- 额勒春（1789年—1791年）
- 陈准（1791年—1792年）
- 冯光熊（1792年—1793年）
- 英善（1793年—1795年）
- 陈用敷（1795年）
- 姚棻（1795年）
- 冯光熊（1795年—1800年）
- 觉罗琅玕（1800年）
- 伊桑阿（1800年—1801年）
- 孙曰秉（1801年）
- 常明（1801年—1802年）
- 富尼善（1802年）
- 福庆（1802年—1808年）
- 章煦（1808年）
- 孙玉庭（1808年—1809年）
- 鄂云布（1809年—1810年）
- 同兴（1810年—1811年）
- 颜检（1811年—1812年）
- 景敏（1812年—1813年）
- 许兆椿（1813年—1814年）
- 庆保（1814年—1815年）
- 曾燠（1815年—1816年）
- 文宁（1816年）
- 朱理（1816年—1819年）
- 韩克均（1819年）
- 毓岱（1819年—1820年）
- 明山（1820年—1822年）
- 嵩孚（1822年—1823年）
- 程国仁（1823年—1824年）
- 苏明阿（1824年—1825年）
- 嵩溥（1825年—1833年）
- 史谱（1833年）
- 裕泰（1833年—1836年）
- 贺长龄（1836年—1845年）
- 乔用迁（1845年—1851年）
- 蒋霨远（1851年—1860年）
- 刘源灝（1860年）
- 邓尔恒（1860年—1861年）
- 韩超（1861年—1862年）
- 张亮基（1862年—1867年）
- 曾璧光（1867年—1875年）
- 黎培敬（1875年—1879年）
- 张树声（1879年）
- 岑毓英（1879年—1881年）
- 勒方錡（1881年）
- 林肇元（1881年—1883年）
- 张凯嵩（1883年—1884年）
- 李用清（1884年—1885年）
- 潘霨（1885年—1891年）
- 崧蕃（1891年—1894年）
- 德寿（1894年—1895年）
- 嵩崑（1895年—1897年）
- 王毓藻（1897年—1900年）
- 邓华熙（1900年—1903年）
- 李经羲（1902年—1904年）
- 柯逢时（1904年）
- 林绍年（1904年—1905年）
- 岑春蓂（1905年—1906年）
- 庞鸿书（1906年—1911年）
- 沈瑜庆（1911年）